# Lijst van wielrenners - O
Dit is een lijst van wielrenners met als beginletter van hun achternaam een O.

## Ob
- Kirk O'Bee
- René Obst

## Oc
- Luis Ocaña
- Carlos José Ochoa
- Stan Ockers
- Ben O'Connor

## Od
- Jon Odriozola

## Oe
- Pjotr Oegroemov
- Piet Oellibrandt
- Thijs van Oers
- Aljaksandr Oesaw
- Serhij Oetsjakov

## Of
- Yoann Offredo

## Og
- Stuart O'Grady

## Ol
- Abraham Olano
- Wilma Olausson
- Horst Oldenburg
- Jan Olieslagers
- Andrés Oliva
- Flávia Oliveira
- Nélson Oliveira
- Rui Oliveira
- Giuseppe Olivieri
- Valère Ollivier
- Antonio Olmo
- Juan Olmo
- Giuseppe Olmo
- David O'Loughlin
- Aaron Olsen

## Om
- Geert Omloop
- Wim Omloop

## On
- Nathan O'Neill
- Alberto Ongarato
- Rodolfo Ongarato

## Oo
- Sam Oomen
- Keetie van Oosten-Hage
- Bert Oosterbosch

## Op
- Hubert Opperman

## Or
- Volker Ordowski
- Michele Orecchia
- Carlo Oriani
- Christophe Oriol
- Juan José Oroz
- Marc van Orsouw
- Hans-Henrik Ørsted
- Vito Ortelli

## Os
- Aitor Osa
- Unai Osa
- Jason Osborne
- Daniel Oss
- Ainhoa Moreno Ossowsky
- Jan Erik Østergaard
- Niki Østergaard
- Usoa Ostolaza
- Sayuri Osuga

## Ot
- Luis Otaño
- Jakub Otruba
- Harm Ottenbros
- Javier Otxoa
- Ricardo Otxoa

## Ou
- Robert Oubron
- Maud Oudeman
- Natascha den Ouden
- Rabaki Jérémie Ouedraogo

## Ov
- Daniëlle Overgaag

## Oz
- Kaspars Ozers

A · B · C · D · E · F · G · H · I · J · K · L · M · N · O · P · Q · R · S · T · U · V · W · X · Y · Z